# Mollee Gray
Mollee Gray, née le 15 mai 1991 à Orem[réf. souhaitée], est une danseuse jazz, actrice et chanteuse américaine.

## Biographie

### Enfance et formation
Mollee Gray est née le 15 mai 1991.

### Carrière
Elle est connue pour Une nuit fatale pour ma fille (2018), Teen Beach 2 (2015) et The Reliant (2019).

### Vie de famille
Elle est mariée avec Jeka Jane depuis le 9 septembre 2017.